# Elecciones presidenciales de Nigeria de 1979
Las elecciones presidenciales de Nigeria de 1979, realizadas el 11 de agosto, fueron las primeras elecciones presidenciales directas en la historia de Nigeria y se realizaron en el marco de la dictadura militar de Olusegun Obasanjo, que inició una transición democrática después de trece años de gobiernos dominados por los militares. Se celebraron un mes después que las elecciones parlamentarias.
Shehu Shagari, candidato del Partido Nacional de Nigeria, que había obtenido la mayoría en ambas cámaras de la legislatura dos meses atrás, ganó las elecciones con un estrecho margen sobre el candidato del Partido de la Unidad Obafemi Awolowo, convirtiéndose en el primer presidente constitucional de Nigeria en más de una década. Fue juramentado como tal el 1 de octubre de ese mismo año.

## Resultados

### Nivel nacional
|  | 33.77 % |

|  | 29.18 % |

|  | 16.75 % |

|  | 10.28 % |

|  | 10.02 % |

|  | 98.53 % |

|  | 1.47 % |

|  | 35.30 % |

|  | 64.70 % |

### Por estado
Todos los candidatos que se presentaron obtuvieron mayoría absoluta de votos en, al menos, uno de los estados federales de Nigeria. Shagari fue quien triunfó en más gobernaciones con nueve estados (ocho de ellos con mayoría absoluta y uno con una amplia pluralidad). Le siguió Awolowo, que ganó en cinco estados (en cuatro de ellos, con más del 80% de los votos).
| Estado      | Ibrahim % | Awolowo % | Shagari % | Kano % | Azikiwe % |
| ----------- | --------- | --------- | --------- | ------ | --------- |
| Anambra     | 1.67      | 0.75      | 13.50     | 1.20   | 82.88     |
| Bauchi      | 16.44     | 3.00      | 62.48     | 14.34  | 4.74      |
| Bendel      | 1.20      | 53.20     | 36.20     | 0.70   | 8.60      |
| Benue       | 7.97      | 2.57      | 76.38     | 1.35   | 11.77     |
| Borno       | 54.04     | 3.35      | 34.71     | 6.52   | 1.35      |
| Cross River | 15.14     | 11.76     | 64.40     | 1.01   | 7.66      |
| Gongola     | 34.09     | 21.67     | 35.52     | 4.34   | 4.35      |
| Imo         | 3.00      | 0.64      | 8.80      | 0.59   | 84.69     |
| Kaduna      | 14.00     | 7.00      | 43.00     | 31.00  | 5.00      |
| Kano        | 1.54      | 1.23      | 19.94     | 76.41  | 0.91      |
| Kwara       | 5.71      | 37.48     | 53.62     | 0.67   | 0.52      |
| Lagos       | 0.48      | 82.30     | 7.18      | 0.47   | 9.57      |
| Niger       | 16.60     | 3.67      | 74.88     | 3.77   | 1.11      |
| Ogun        | 0.53      | 92.61     | 6.23      | 0.31   | 0.32      |
| Ondo        | 0.26      | 94.50     | 4.19      | 0.18   | 0.86      |
| Oyo         | 0.57      | 85.78     | 12.75     | 0.32   | 0.55      |
| Plateau     | 6.82      | 5.29      | 34.72     | 3.98   | 49.70     |
| Rivers      | 2.18      | 10.33     | 72.65     | 0.46   | 14.35     |
| Sokoto      | 26.61     | 2.52      | 66.58     | 3.33   | 0.92      |

## Disputa por el umbral requerido para ganar
Según la constitución nigeriana de 1979, para ser elegido presidente en primera vuelta el candidato ganador necesitaba recibir la mayor cantidad de votos a nivel nacional y al menos el 25% de los votos en dos tercios de los estados federales. Sin embargo, al momento de las elecciones, Nigeria tenía diecinueve estados, cuya división en dos tercios en cifras exactas es 12.66. Shehu Shagari había obtenido más del 25% de los votos en doce estados, pero afirmó que, con un 19.94% de los votos en el estado de Kano, había logrado acceder al umbral requerido para ganar en primera vuelta debido a que este porcentaje representaba un "0.66%" extra de votos. Obafemi Awolowo, que había quedado en segundo lugar, afirmó que el umbral debería redondearse a trece estados, forzando así un balotaje entre él y Shagari. El Tribunal Supremo de Nigeria falló a favor de Shagari.